# Gymnangium sinuosum
Gymnangium sinuosum is een hydroïdpoliep uit de familie Aglaopheniidae. De poliep komt uit het geslacht Gymnangium. Gymnangium sinuosum werd in 1925 voor het eerst wetenschappelijk beschreven door Fraser. 